# Швентокшиски национален парк
Швентокшиският национален парк (на полски: Świętokrzyski Park Narodowy) е един от 23-те национални парка в Полша, част от територията на Швентокшиско войводство. Разположен е в централните части на Швентокшиските планини. Парковата администрация се намира в град Бодзентин.
Създаден е на 1 май 1950 година, с наредба на Министерския съвет от 1 април същата година. През 1996 година площта му е определена на 7 626,45 хектара и е създадена буферна зона от 20 786,07 хектара.

## Фотогалерия
- Връх Лишѝца (612 м), най-високият връх на Швентокшиските планини
- Поглед към връх Лѝса Гу̀ра (594 м)
- Вилковска долина
- Каменна река на Лиса Гура (3,84 ха)